# كنيسة التجلي
كنيسة التجلي هي كنيسة فرنسيسكانية على جبل طابور، وموقع الكنيسة هو المكان الذي تجلى فيه يسوع، وهو حدث ذكر في الإنجيل فيه يسوع يتجلى على جبل ويتحدث مع الانبياء موسى وإيليا.

## صور للكنيسة

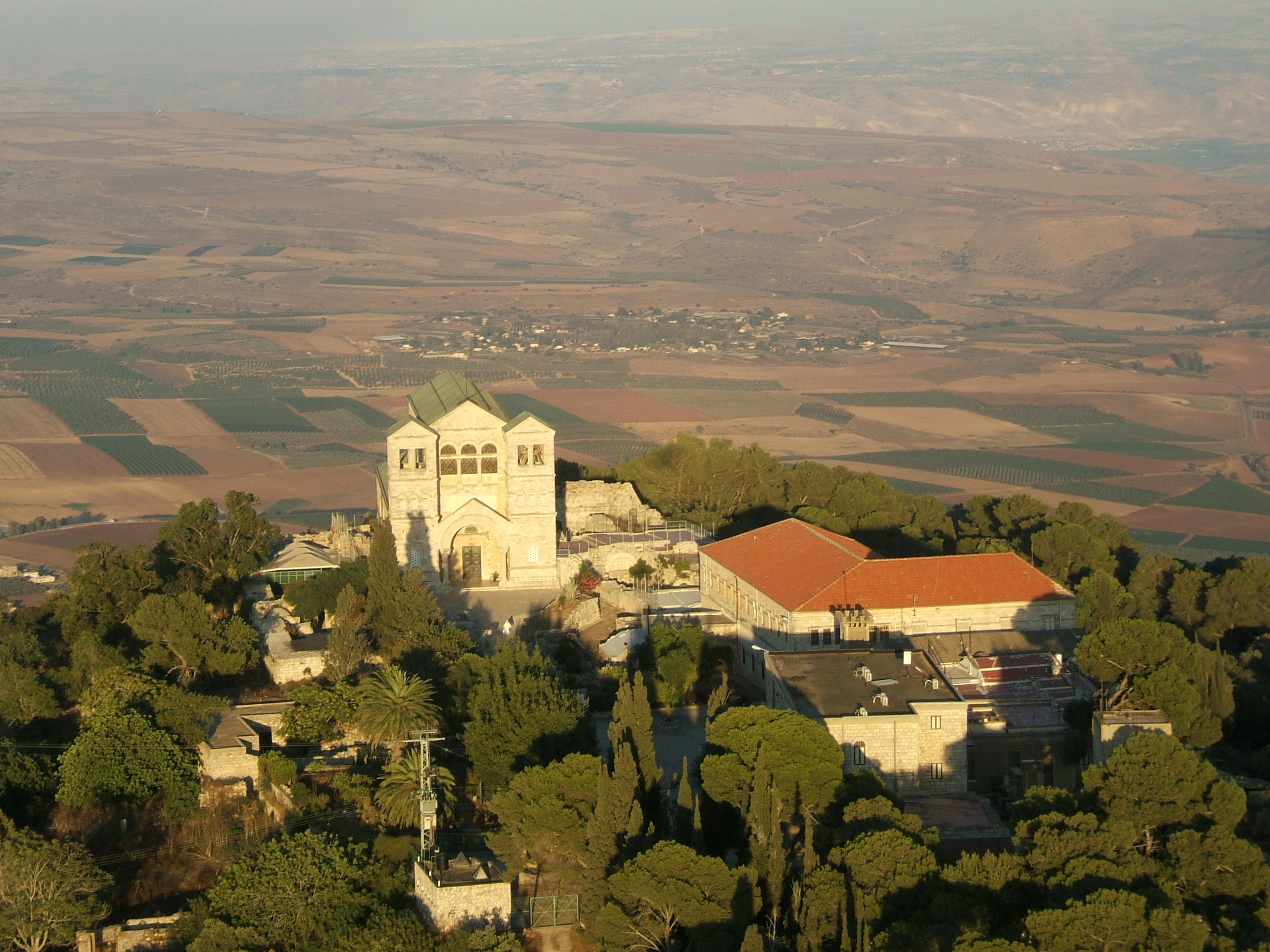
منظر جوي للكنيسة
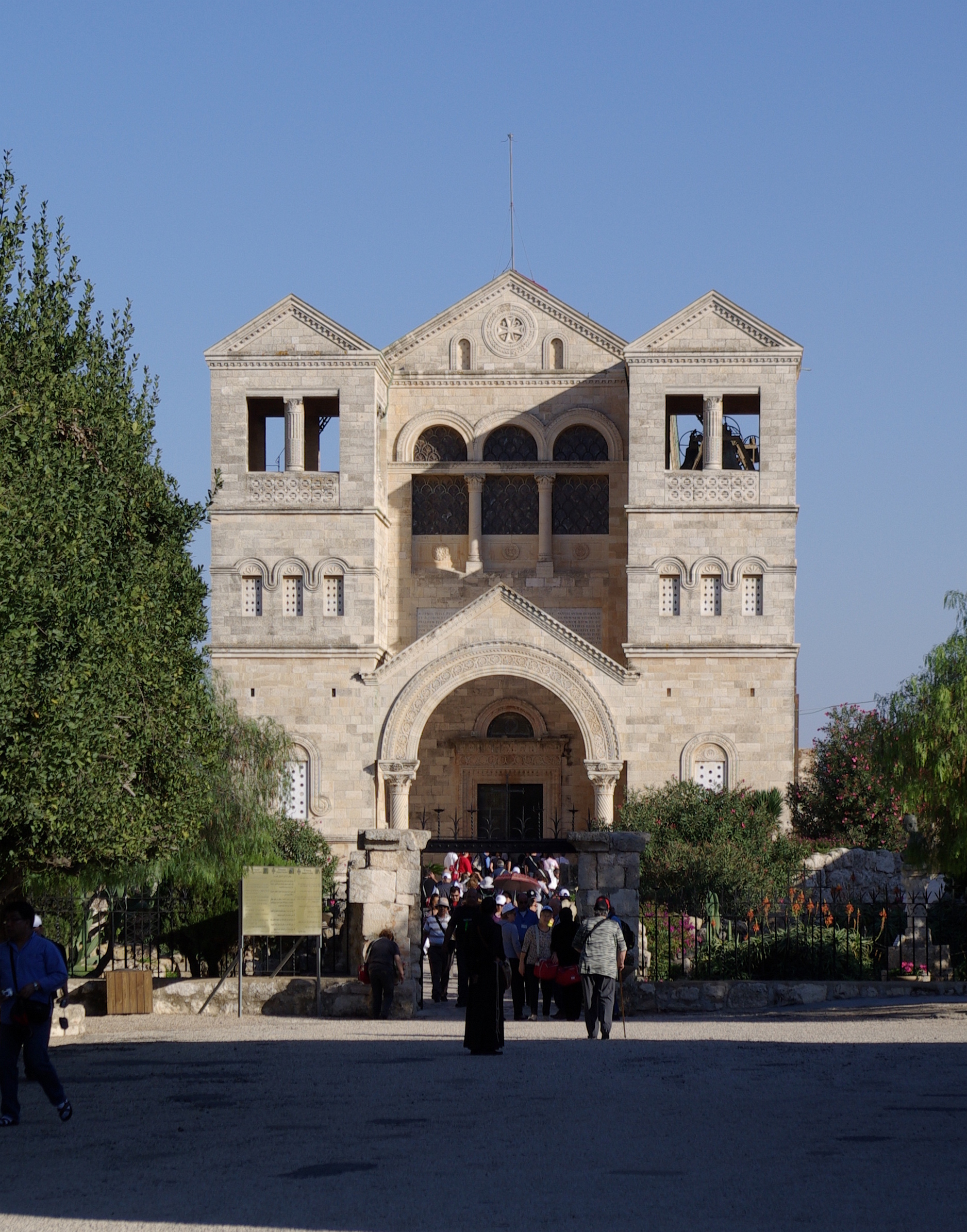
منظر اضافي
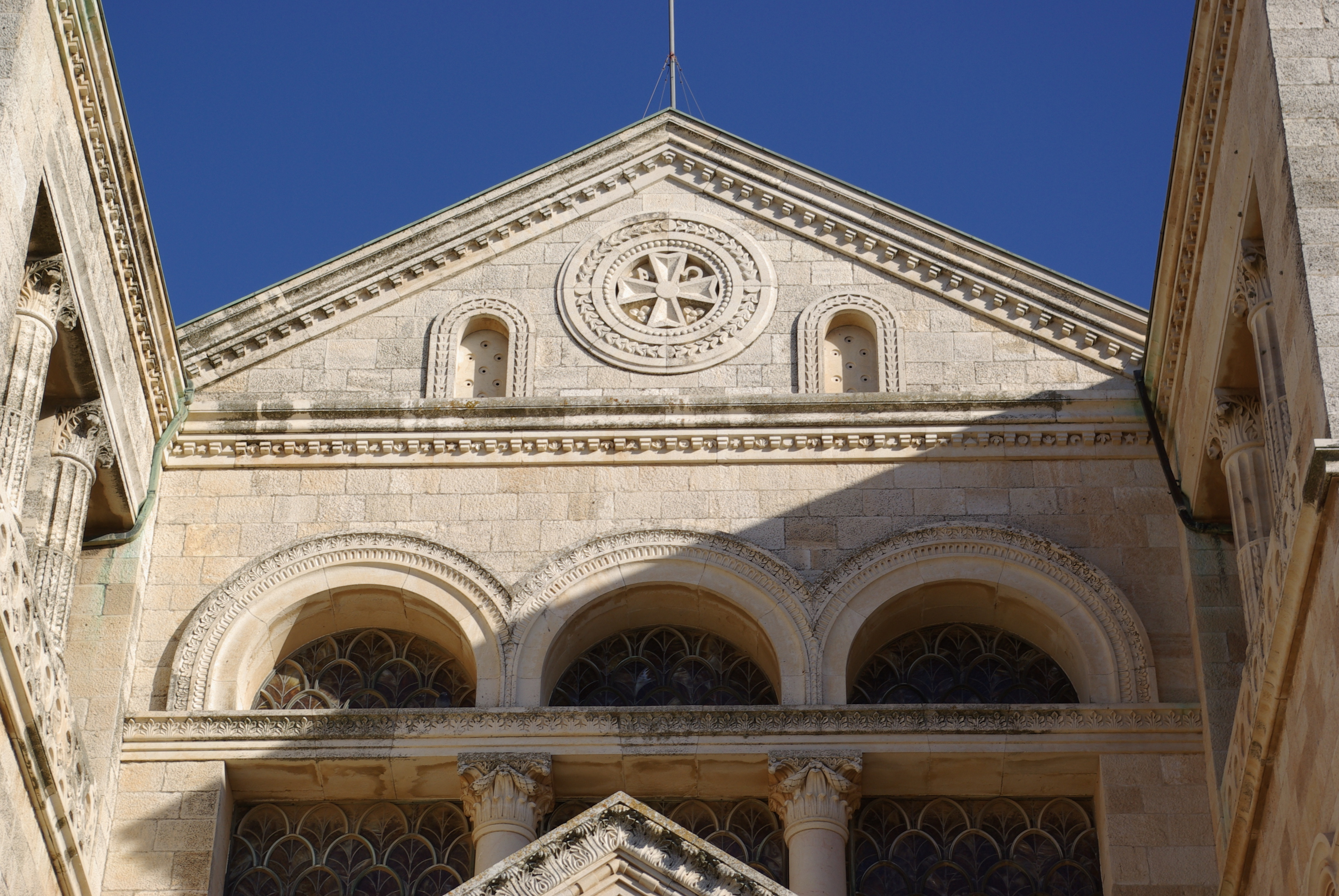
واجهة الكنيسة
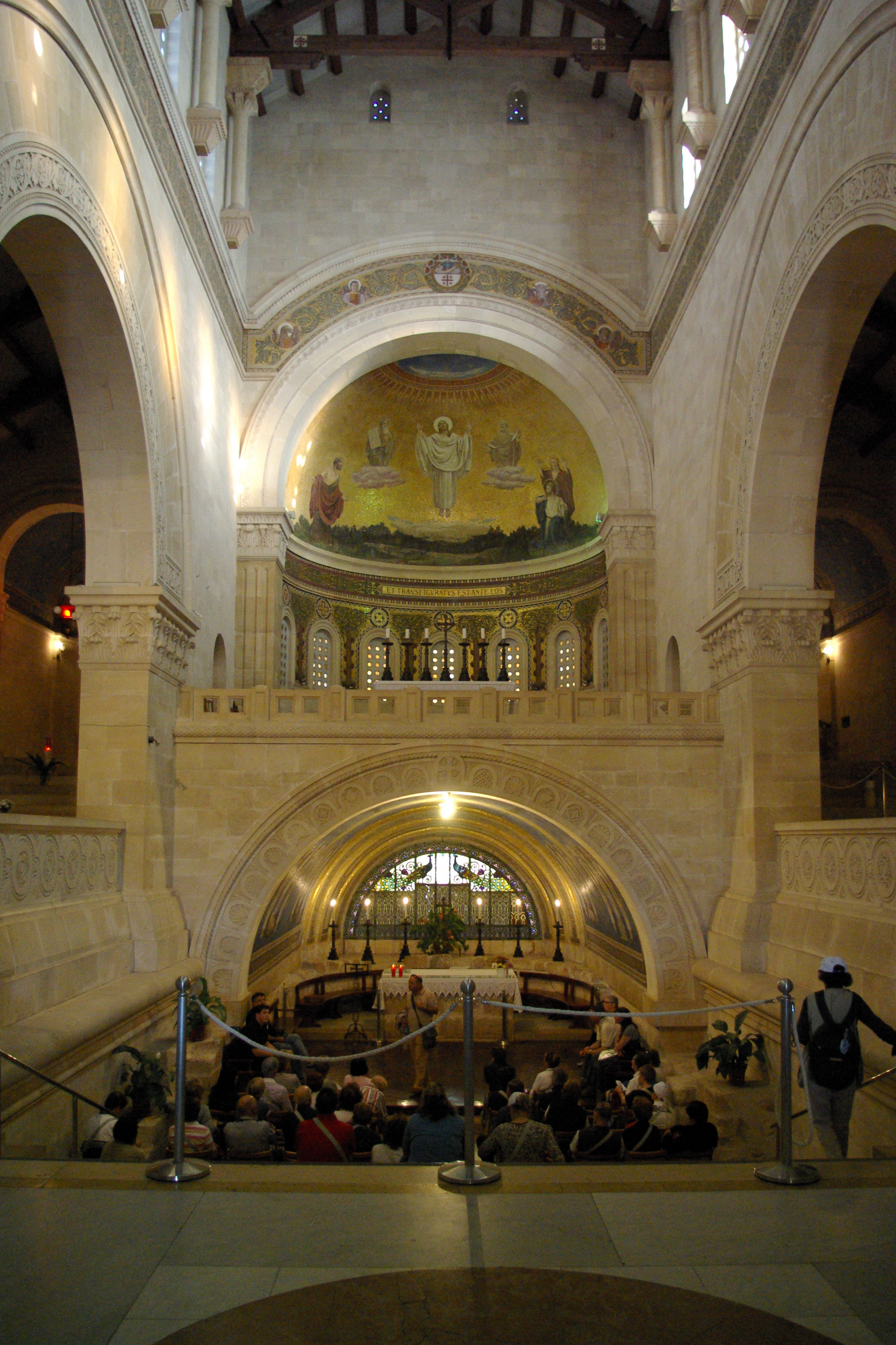
المنظر الداخلي للكنيسة
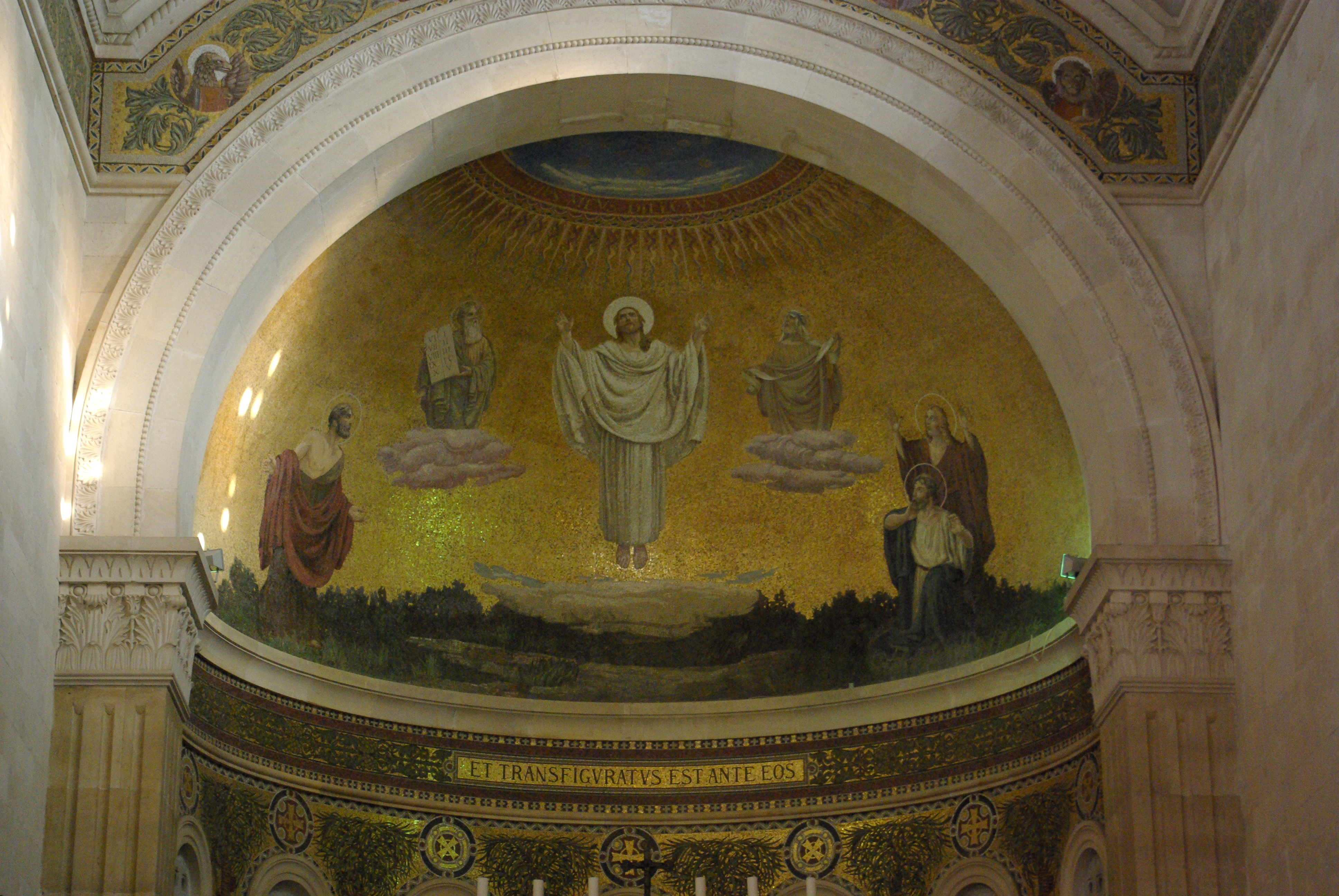
الفسيفساء
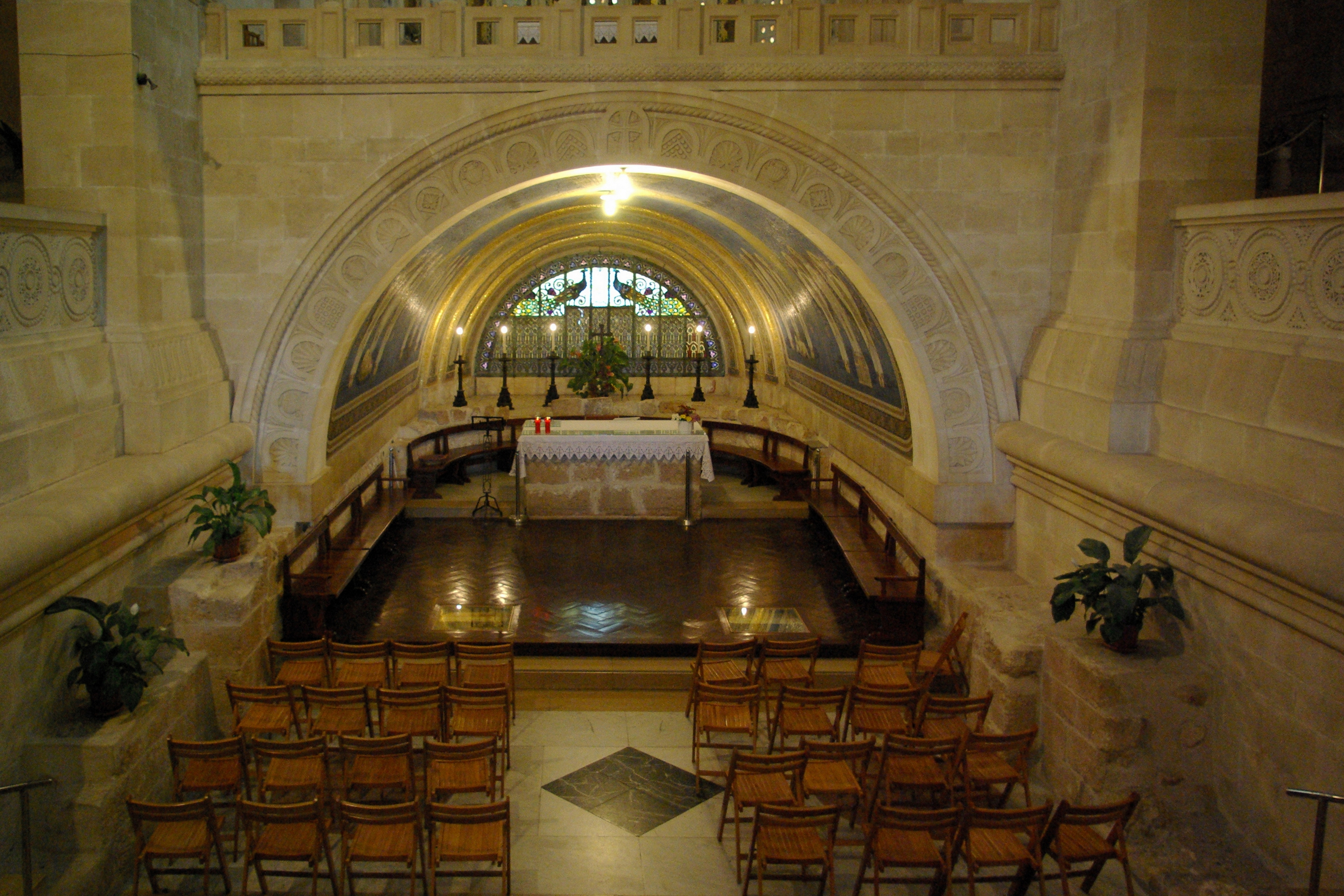
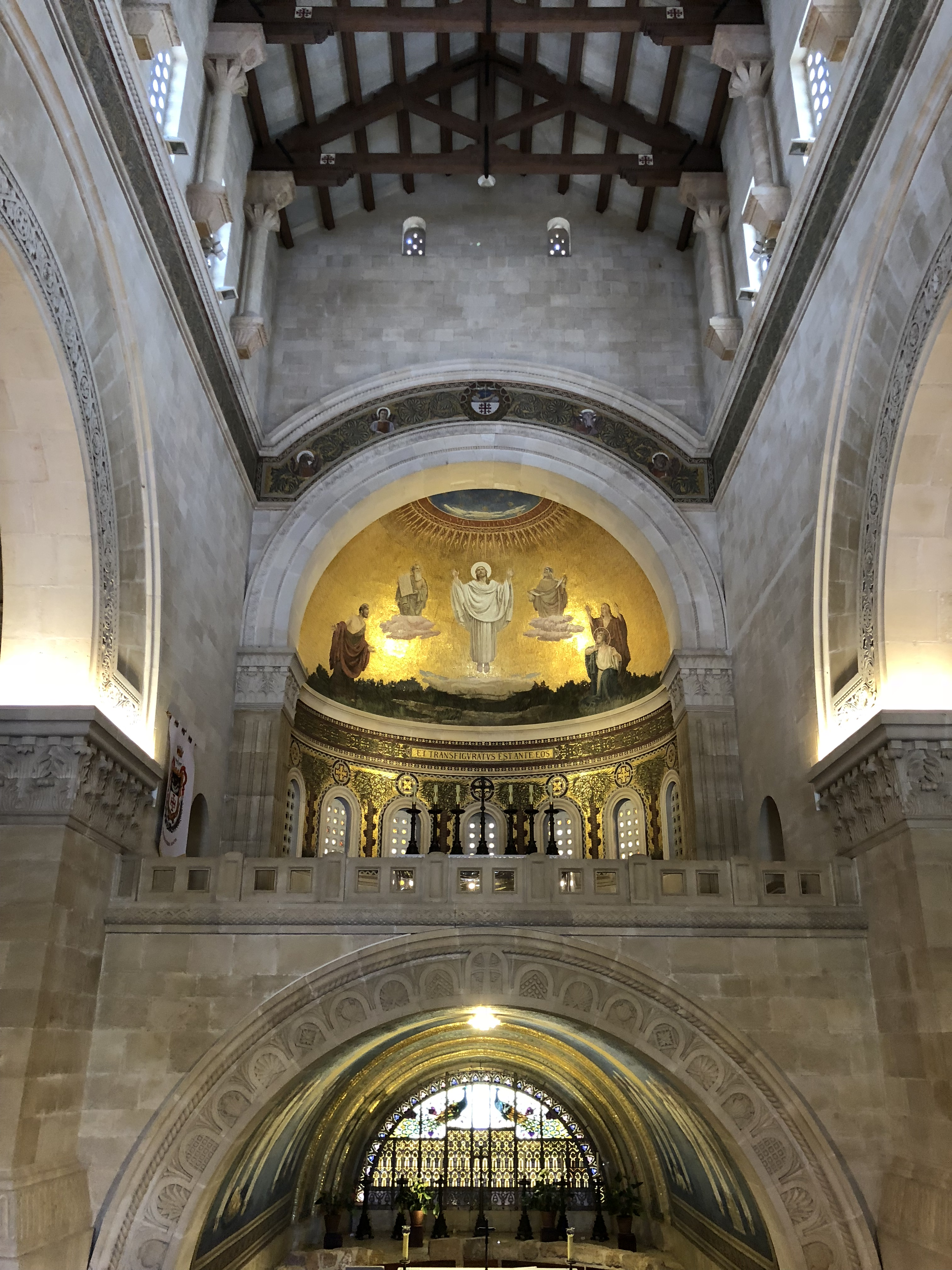
داخل الكنيسة